# Trilateració

Principi de trilateració amb tres estacions: en dibuixar un cercle al voltant de la ubicació de cada estació amb un radi igual a la distància del senyal rebut, la regió superposada dels tres cercles conté la ubicació del senyal.

La trilateració és l'ús de distàncies (o "intervals") per determinar les coordenades de posició desconegudes d'un punt d'interès, sovint al voltant de la Terra (geoposicionament). Quan hi ha més de tres distàncies, es pot anomenar multilateració, per emfatitzar.
Les distàncies o intervals podrien ser distàncies euclidianes normals (intervals inclinats) o distàncies esfèriques (angles centrals a escala), com en la multilateració de rang real; o distàncies esbiaixades (pseudo-rangs), com en la multilateració de pseudo-rangs.
No s'ha de confondre la trilateració o la multilateració amb la triangulació, que utilitza angles per al posicionament; i la recerca de la direcció, que determina la direcció de la línia de visió cap a un objectiu sense determinar la distància radial.

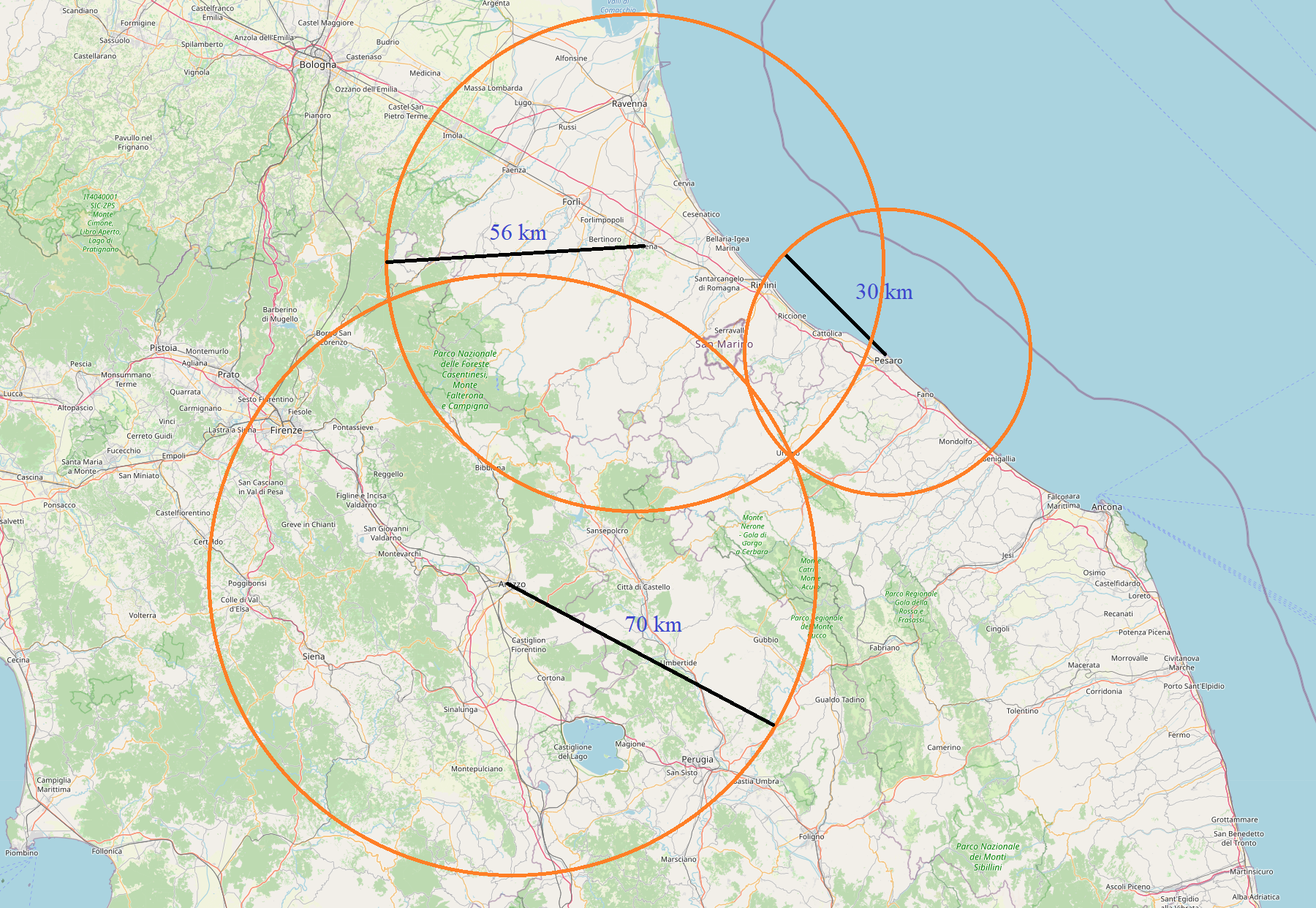
Trilateració tercer pas

## Terminologia
S'utilitzen termes múltiples, de vegades superposats i conflictius per a conceptes similars; per exemple, s'ha utilitzat la multilateració sense modificacions per als sistemes d'aviació que utilitzen tant rangs reals com pseudorangs. A més, diferents camps d'esforç poden emprar termes diferents. En geometria, la trilateració es defineix com el procés de determinar ubicacions absolutes o relatives de punts mitjançant la mesura de distàncies, utilitzant la geometria de cercles, esferes o triangles. En topografia, la trilateració és una tècnica específica.

## Multilateració de rang real
La multilateració d'abast veritable (també anomenada multilateració d'interval d'abast i multilateració esfèrica) és un mètode per determinar la ubicació d'un vehicle mòbil o d'un punt estacionari a l'espai utilitzant múltiples intervals (distàncies) entre el vehicle/punt i múltiples ubicacions conegudes separades espacialment (sovint anomenades "estacions"). [7][8] Les ones d'energia poden estar implicades en la determinació del rang, però no són necessàries. La multilateració de rang real és alhora un tema matemàtic i una tècnica aplicada utilitzada en diversos camps. Una aplicació pràctica que implica una ubicació fixa es produeix en topografia.[9][10] Les aplicacions que impliquen la localització del vehicle s'anomenen navegació quan s'informa a les persones/equips a bord de la seva ubicació, i s'anomenen vigilància quan les entitats fora del vehicle són informades de la ubicació del vehicle.

## Multilateració de pseudo-rang
La multilateració de pseudo-rang, sovint simplement multilateració (MLAT) quan està en context, és una tècnica per determinar la posició d'un punt desconegut, com un vehicle, basada en la mesura dels temps d'arribada (TOA) de les ones d'energia que viatgen entre el desconegut. punt i múltiples estacions en llocs coneguts. Quan les ones són transmeses pel vehicle, s'utilitza MLAT per a la vigilància; quan les ones són transmeses per les estacions, s'utilitza MLAT per a la navegació (navegació hiperbòlica). En qualsevol cas, els rellotges de les estacions es donen per sincronitzats, però el rellotge del vehicle no.